# John Fell (évêque)

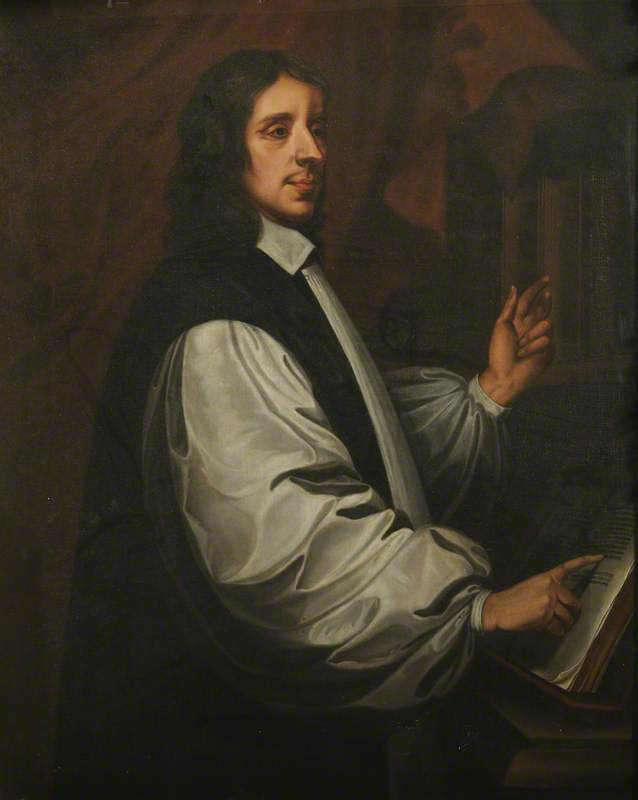
John Fell, évêque d'Oxford

John Fell (23 juin 1625 - 10 juillet 1686) est un homme d'église anglais et un universitaire influent. Il exerce les fonctions de Doyen d'Église de Christ, Oxford , et plus tard simultanément d'Évêque d'Oxford.

## Éducation
Fell est né à Longworth, Berkshire (aujourd'hui Oxfordshire), fils aîné de Samuel Fell et de sa femme, Margaret Wylde. Samuel Fell est également doyen de Christ Church, de 1638 à 1648. John Fell fait ses premières études à la Lord Williams's School de Thame dans l'Oxfordshire. En 1637, à l'âge de 11 ans, il devient étudiant à Christ Church, et en 1640 en raison de son "désert connu", il est spécialement autorisé par l'archevêque de Cantorbéry, William Laud, à passer à son diplôme de BA lorsqu'il lui manque un trimestre de résidence. Il obtient sa maîtrise en 1643 et prend les ordres sacrés (diacre 1647, prêtre 1649).

## Guerre civile anglaise
Pendant la guerre civile, il porte les armes du roi Charles Ier d'Angleterre et occupe une commission d'enseigne. En 1648, il est privé de sa bourse par les visiteurs parlementaires, et au cours des années suivantes, il réside principalement à Oxford avec son beau-frère, Thomas Willis, chez qui, en face du Merton College, lui et ses amis Richard Allestree et John Dolben maintiennent le service de l'Église d'Angleterre dans tout le Commonwealth.

## Carrière
Après la Restauration, Fell est nommé prébendier de Chichester, chanoine de Christ Church (27 juillet 1660), doyen (30 novembre), maître de l'hôpital St Oswald, Worcester, aumônier du roi, et DD (voir docteur en théologie). Il occupe le poste de vice-chancelier de l'Université d'Oxford de 1666 à 1669  et est consacré évêque d'Oxford, en 1676, conservant son doyenné en commendam. Quelques années plus tard, il décline la Primauté d'Irlande.
Fell se montre un administrateur compétent. Il rétablit le bon ordre dans l'université et expulse les intrus de son collège ou bien « les fixa dans des principes loyaux ». "Il était l'homme le plus zélé de son temps pour l'Église d'Angleterre", dit Anthony Wood, "et aucun que je connaisse encore ne l'a dépassé dans l'exécution des règles qui lui appartiennent.". Il est actif dans la récupération des biens de l'église et, sous ses ordres, un catéchisme pour enfants est rédigé par Thomas Marshall pour être utilisé dans son diocèse.
Il fait de nombreux convertis parmi les catholiques romains et les Non-conformistes. D'autre part, il s'oppose avec succès à l'incorporation de Titus Oates comme DD à l'université en octobre 1679 ; et selon le témoignage de William Nichols, son secrétaire, il désapprouve le projet de loi sur l'exclusion. Il exclut les étudiants de premier cycle, dont la présence a été irrégulièrement autorisée, de la convocation. Il oblige les élèves à assister aux cours magistraux, institue des réformes dans l'exécution des exercices publics dans les écoles. Il encourage les élèves à jouer des pièces de théâtre. Il supprime entièrement les « coursing », c'est-à-dire les disputes dans lesquelles les partis rivaux « écrasaient les adversaires dans les disputes », et qui se terminaient généralement par des coups et des troubles.

### Opérations de construction
Les opérations de construction de Fell sont ambitieuses. Dans son propre collège, il achève en 1665 le côté nord du grand quadrilatère du cardinal Thomas Wolsey, déjà commencé par son père mais abandonné pendant le Commonwealth. En 1672, il reconstruit le côté est du quadrilatère de l'aumônier "avec un passage droit en dessous menant du cloître au champ", occupé maintenant par les nouveaux bâtiments Meadow; les logements du chanoine de la troisième stalle dans le passage unissant le Tom Quad et le Peckwater Quadrangle (c.1674) ; un long bâtiment rejoignant le quadrilatère du chapelain du côté est en 1677-1678; et enfin la grande porte de la tour Tom, commencée en juin 1681 sur les fondations posées par Wolsey et achevée en novembre 1682, à laquelle la cloche "grand Tom", après avoir été refondue, est transférée de la cathédrale en 1683. En 1670, il plante et aménage la Broad Walk.
Il dépense de grosses sommes pour ces travaux, donne 500 £ pour la restauration de l'église de Banbury, érige une église à St Oswald, Worcester, et le presbytère de Woodstock à ses propres frais, et reconstruit le palais de Cuddesdon. Fell désapprouve l'utilisation de l'église universitaire de St Mary the Virgin à des fins laïques et promeut la construction du théâtre Sheldonian par l'archevêque Gilbert Sheldon. Il est trésorier lors de sa construction, préside l'ouverture solennelle le 9 juillet 1669, et est nommé conservateur, avec Christopher Wren, en juillet 1670.

### Écrits
De nombreux ouvrages, dont une Bible, des éditions des classiques et des premiers pères, sont produits sous la direction et l'édition de Fell. Il publie annuellement un ouvrage, généralement d'auteur classique qu'il annote, qu'il distribue à tous les élèves de son collège le jour de l'an. Une fois, il surprend la presse à imprimer subrepticement les Postures de Pietro Aretino, et il saisit et détruit les planches et les impressions. Toujours "un ardent défenseur et mainteneur de l'université et de ses privilèges", il est hostile à la Royal Society, qu'il considère comme un rival possible, et en 1686 il donne un refus absolu à Obadiah Walker, plus tard le maître catholique de l'University College, bien qu'autorisé par Jacques II, à imprimer des livres.
Fell écrit également les vies de ses amis Henry Hammond (1661), Richard Allestree, préfixé à son édition des sermons de ce dernier (1684), et Thomas Willis, en latin. Ses conseils opportuns aux protestants montrant la nécessité de maintenir la religion établie en opposition au papisme sont publiés en 1688. Certains de ses sermons, que John Evelyn trouve ennuyeux, sont imprimés, notamment Character of the Last Daies, prêché devant le roi, en 1675, et un sermon prêché devant la Chambre des lords le 22 décembre 1680. L'Intérêt de l'Angleterre déclaré (1659), prônant la restauration du roi, et La Vanité de la moquerie (1674), lui sont également attribués. Fell participe probablement à la composition de The Whole Duty of Man, et aux ouvrages ultérieurs publiés sous le nom de l'auteur de The Whole Duty, qui comprennent Reasons of the Decay of Christian Piety, The Ladies ' Calling, The Gentleman's Calling, The Government of the Tongue, The Art of Contentment, et The Lively Oracles nous sont donnés, qui sont publiés en un seul volume avec des notes et une préface de Fell en 1684.

### Linguiste et traductrice
Il a une grande réputation de Grec, de Latiniste et de philologue, et il sort avec la collaboration d'autres, son édition de Cyprien de Carthage en 1682, une traduction anglaise de L'Unité de l'Église en 1681, des éditions de Némésios d'Émèse (1671), d'Aratos de Soles et d'Ératosthène (1672), Théocrite (1676), Alcinous sur Platon (1677), Épîtres de Clément de Rome aux Corinthiens (1677), Athénagoras (1682), Clemens Alexandrinus (1683), Théophile d'Antioche (1684), Grammatica rationis sive institutiones logicae (1673 et 1685), et une édition critique du Nouveau Testament en 1675. Les premiers volumes des Rerum Anglicarum scriptores et des Historiae Britannicae, etc. sont compilés sous son patronage en 1684. Les manuscrits de saint Augustin sont placés dans la Bibliothèque Bodléienne à sa demande; tandis que d'autres bibliothèques d'Oxford rassemblent généreusement un catalogue à l'usage des bénédictins de Paris, qui préparent alors une nouvelle édition du père.

### Mission en Inde
Parfois imprudent dans ses projets, il est à l'origine d'une mission en Inde qui est reprise par la Compagnie britannique des Indes orientales. Il entreprend de former comme missionnaires quatre érudits à Oxford, se procure un ensemble de caractères arabes et en sort les Évangiles et les Actes en langue malaise en 1677 mais la mission échoue.

### Controverse
Ayant entrepris à ses propres frais de publier une version latine de Wood's History and Antiquities de l'Université d'Oxford, dans le but de présenter l'histoire de l'université d'une manière digne du grand sujet aux lecteurs européens, et d'étendre sa renommée à l'étranger, il s'arroge le droit d'éditer l'ouvrage..En particulier, il biffe tous les passages que Wood a insérés à la louange de Thomas Hobbes, et y substitue quelques épithètes désobligeantes. Il appelle Léviathan "monstrosissimus" et "publico damno notissimus". A la remontrance imprimée de Hobbes, Fell insère dans l'Histoire une réponse insultante à « irritabile illud et vanissimum Malmesburiense animal », et à la plainte de Wood à cet usage répond seulement que Hobbes « était un vieil homme, avait un pied dans la tombe » et qu'il devrait s'occuper de sa dernière fin, et ne plus troubler le monde avec ses papiers."
En novembre 1684, sur ordre du roi Charles II, Fell prive John Locke, qui a encouru le mécontentement royal par son amitié avec Anthony Ashley-Cooper, 1er comte de Shaftesbury, et est soupçonné d'être l'auteur de certains pamphlets séditieux, de ses étudiant à Christ Church, sommairement et sans entendre sa défense.

## Mort
Fell, qui ne s'est jamais marié, est mort "épuisé", selon Wood, à l'âge de 61 ans. Il est enterré dans la chapelle de la divinité de la cathédrale, au-dessous du siège qu'il a si souvent occupé de son vivant, où un monument et une épitaphe, maintenant déplacés ailleurs, sont placés à sa mémoire.
Une somme d'argent a été laissée par John Cross pour perpétuer la mémoire de Fell par un discours annuel à sa louange, mais les laudes Felii sont interrompues en 1866. Il y a deux portraits intéressantes de Fell à Christ Church, un où il est représenté avec ses deux amis Allestree et Dolben, et un autre par Anthony van Dyck. La statue placée à l'angle nord-est du Grand Quadrilatère n'a aucune ressemblance avec l'évêque, qui est décrit par Hearne comme un « homme mince et grave ».